# 梁滿林
梁滿林，男，祖籍廣東普寧，出生廣東寶安區，香港企業家，香港東譽控股有限公司、京晖集團創辦人、香港匯達有限公司主席、華南城有限公司聯合創辦人，亦为中华人民共和国政治人物，任第十二届全國政協委員、第十三届全國政協委員和深圳市第三、四届政協委員及遼寧省政協委員等。

## 生平
梁氏以制衣業建立自己的事業，先后創建多個制衣企業、服裝批發公司、房地產投資公司，並投身社會公務，任香港深圳社团总会会长、全國政協委員，並得到深圳市名譽市民等荣誉。